# Navires de Nemi
Les navires romains du lac de Nemi sont deux grands navires antiques que Caligula (37-41 ap. J.-C.) fit construire en l'honneur de la déesse Diane. Ils ont été retirés du fond du lac volcanique de Nemi, à 27 km au sud-est de Rome, en 1929-1930 et détruits par un incendie, lors des opérations militaires de libération de l'Italie, en 1944.

## Histoire des navires

### Le culte de Diane au lac de Nemi
Caligula était un fervent adepte du culte de Diane. Il fit restaurer un très ancien temple, érigé au bord du lac de Nemi, le sanctuaire de Diane (en). Un lieu sacré s'y était établi dès l'âge du bronze, que les Romains identifièrent à la déesse Diane. Lorsqu'ils se furent rendus maîtres de Nemi, en -338, ils élevèrent un sanctuaire monumental, plus près de la rive, qui resta un lieu de pèlerinage fréquenté, particulièrement par les femmes qui désiraient avoir des enfants.

### Naufrage des bateaux
À la suite de l’assassinat du troisième empereur romain par ses soldats de garde, les bateaux furent coulés par son successeur Claude. En effet, Claude fit détruire tout ce qui appartenait à son prédécesseur. Cette information fut affirmée par l’historien latin Suétone au début du IIe siècle apr. J.-C. Cependant, les fouilles semblent indiquer que les embarcations ont servi après la mort de Caligula. Elles auraient continué à être utilisées jusqu’au règne de Trajan (98-117).

### Redécouverte des navires

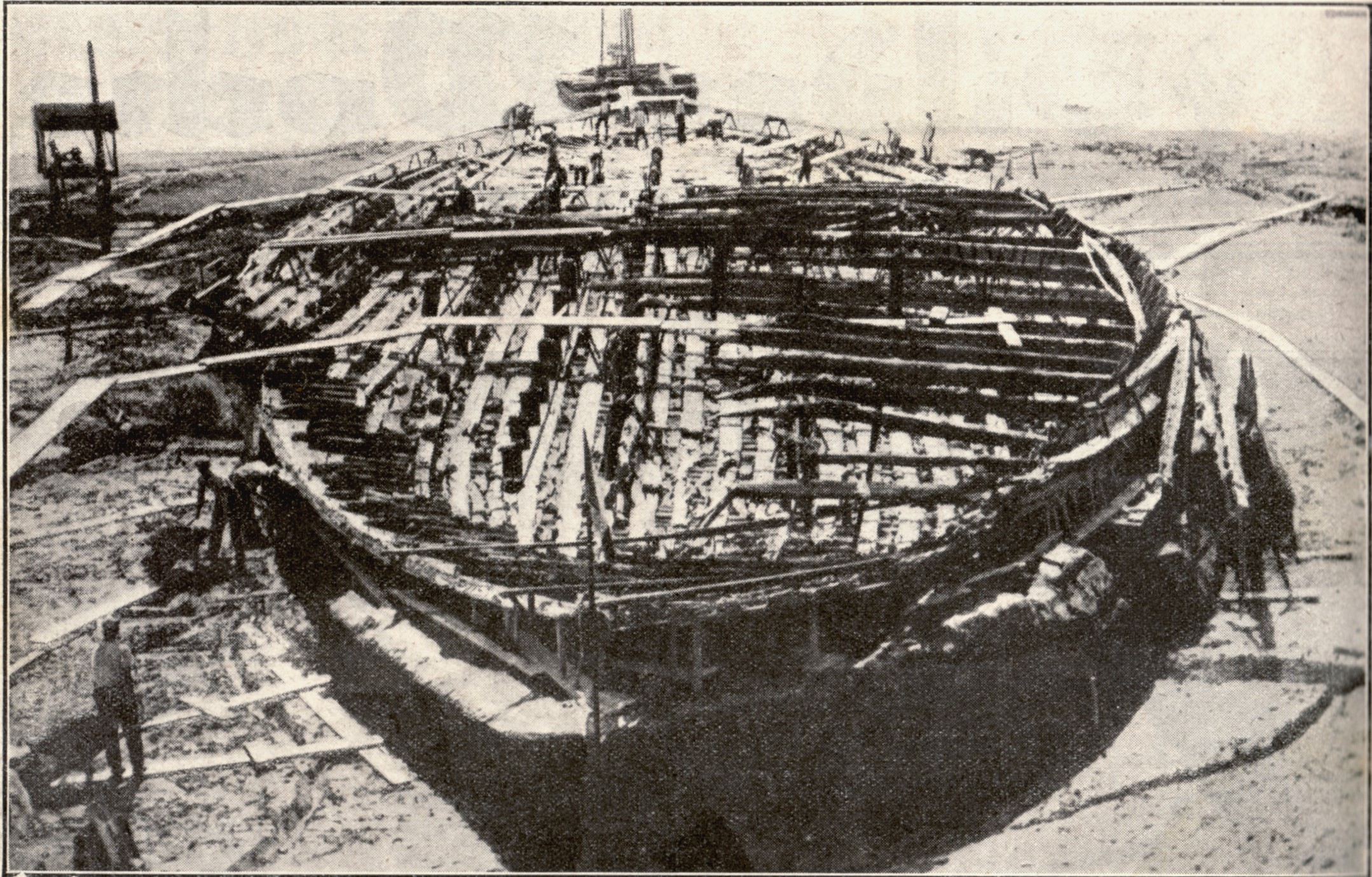
Le plus grand des deux navires de Caligula, tel qu'il est apparu en 1929.

Les recherches préliminaires pour ce qui s'avérera la campagne déterminante, commencent en 1924. Très vite elle est couronnée de succès et, le 9 avril 1927, Benito Mussolini s'attache à montrer ces fouilles exceptionnelles comme le résultat d'une action prioritaire de son gouvernement. Il n'aura fallu que deux ans pour restaurer l'antique émissaire du lac - un tunnel d'évacuation des eaux de plus de 1 600 m, non compris les canaux d'approche - qui, à partir d'octobre 1928, vide l'eau du lac vers un canal de la plaine d'Ariccia et, de là, vers la mer, donnant aux archéologues la possibilité de travailler au sec. Dans le même temps, on construisit une route menant de  Genzano au lieu de la découverte, et on découvrit même l'antique Via Virbia qui permettait de se rendre au sanctuaire de Diane. Une section de pavement de cette voie est aujourd'hui exposée au musée.
Le 28 mars 1929, le premier navire émergea des eaux du lac. Commencèrent alors les investigations et études scientifiques, auxquelles prit part un détachement britannique de la Royal Navy. En septembre 1929, le premier navire était entièrement dégagé, bientôt suivi du second, fin janvier 1930. Les deux navires restaurés purent finalement être exposés en 1940 dans le musée nouvellement construit sur la rive nord du lac.

### Destruction
Le musée et les navires qu'il abritait furent entièrement détruits dans la nuit du 1er juin 1944. On ne sauva que quelques pièces, qui furent entreposées au Musée national romain. Une enquête menée à la fin de la guerre accusa les soldats de la Wehrmacht d'avoir commis délibérément un incendie criminel. On émit plus tard l'hypothèse que des réfugiés, qui passaient la nuit dans le musée, auraient pu provoquer l'incendie en allumant du feu, ou encore que l'incendie avait pu être provoqué par les tirs des forces américaines.
Une nouvelle étude complète de Flavio Altamura et Stefano Paolucci (2023) montre que la seule explication plausible de l'incendie est qu'il a été causé par l'impact des mauvais obus alliés. Ces quatre impacts (au moins) ont toujours été connus, mais n'ont pas été suffisamment pris en compte jusqu'à présent. Avec les résultats des recherches actuelles sur les incendies, les auteurs montrent que la propagation du feu correspond sans contredit à ces coups sur le bâtiment du musée. Des témoignages contradictoires (et modifiés à plusieurs reprises) de témoins contemporains ont parfois servi à dissimuler les faits.

## Description des deux navires

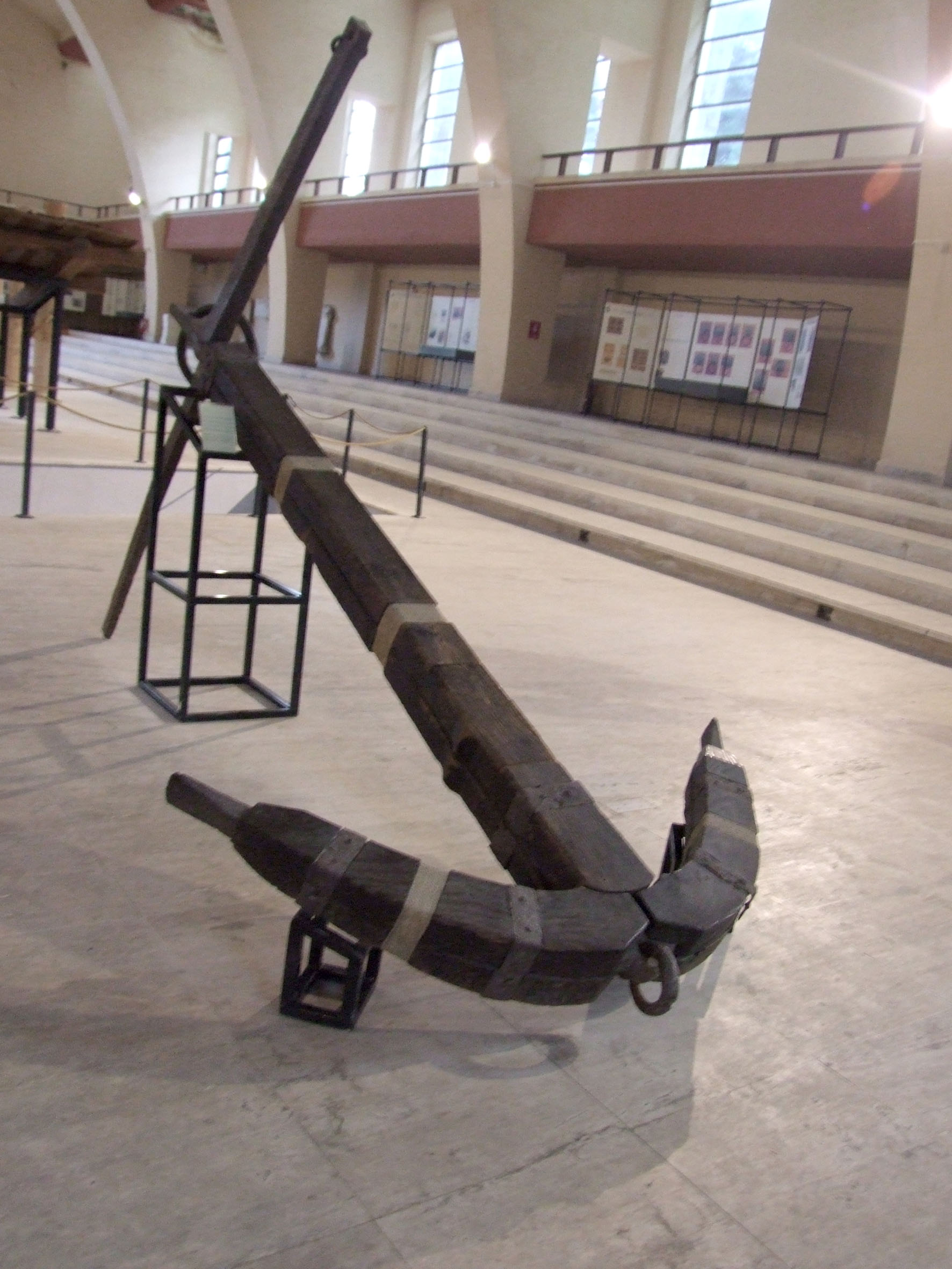
Ancre de l'un des navires de Nemi.

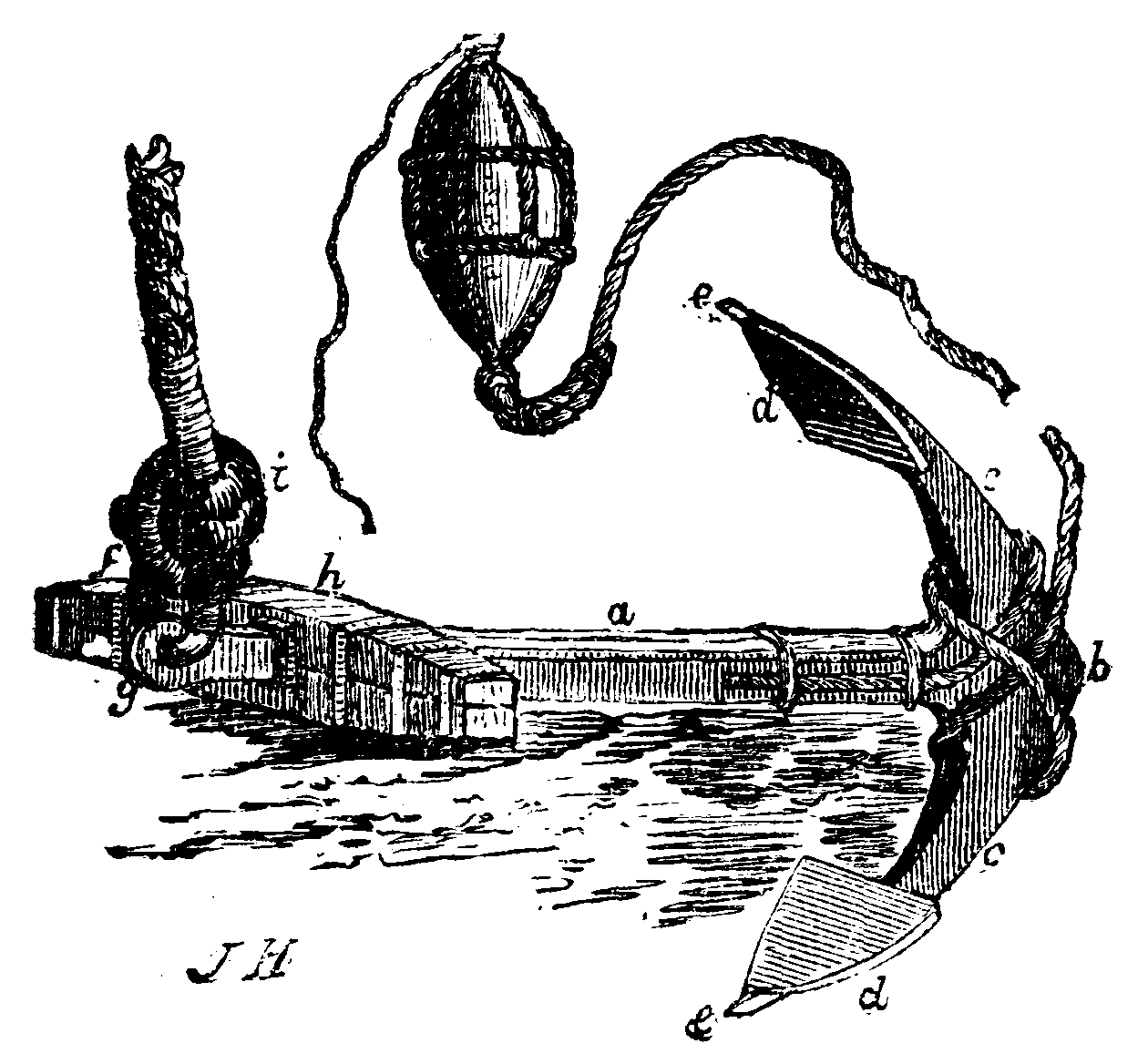
Ancre de navire :a. Verge ; b. Diamant ; c. Bras ou patte ; d. Pelle ; e. Pointe ; f. & g. Organeau ; h. Jas ; i. Nœud de grappin

Compte tenu de la taille du lac (environ 1 500 m de diamètre), ces navires avaient des dimensions énormes : 73 m x 24 m pour le premier, 71 m x 20 m pour le second. Tous deux étaient constitués d'une coque très plate dépourvue de quille. Sur le second bateau, la proue et la poupe étaient semblables, pour pouvoir manœuvrer sans qu'on eût à effectuer de demi-tours pénibles.
L'un des navires portait un temple de Diane orné de colonnes de marbre, avec un sol de mosaïque et des tuiles de bronze doré. L'autre embarquait une sorte de palais conçu tout spécialement pour l'empereur, avec des thermes et installations d'eau chaude. Le cachet de Caligula sur des tuyaux de plomb atteste la destination du navire.
Les coques des navires ont été protégées par une couche d'huile de lin, puis enduites d'une préparation de laine imprégnée de poix, de bitume et de résine. L'ensemble était renforcé de clous de cuivre scellés au plomb, qui conféraient aux deux navires une bonne protection contre les attaques d'organismes tels que les mollusques bivalves (tarets). Ces attaques du bois n'étant guère à craindre dans l'eau douce du lac de Nemi, l'hypothèse a été avancée que ces navires ont aussi joué le rôle de prototypes pour l'essai de techniques à usage militaire applicables aux vaisseaux de haute mer.
Les navires étaient dotés de nombreux détails d'une technique élaborée, comme des ancres à pelles mobiles, des pompes, des robinets à eau, et même un système de roulement à billes constitué de sphères en bronze traversées par de petits axes du même métal, issu peut-être du socle pivotant d'une statue ou d'une autre machinerie. Ces dispositifs sont exposés dans leur état d'origine ou sous la forme de répliques de démonstration.
On ne sait si les navires ont survécu à Caligula ou s'ils ont été coulés à sa mort, en 41. Les sources des historiens latins sont muettes sur tout le sujet des navires de Nemi.
Au Moyen Âge, les navires finissent par sombrer dans l'oubli. Cependant les pêcheurs remontent souvent des débris ou des objets antiques qui attisent la curiosité et entretiennent l'idée d'un trésor endormi au fond du lac.
En 1446, Leon Battista Alberti se mit en tête de relever enfin les navires. Il fit construire un radeau fait de tonneaux et laissa filer dans l'eau des cordes munies de crochets. La tentative échoua, mais il ramena quelques pièces éparses, dont des éléments d'une statue monumentale. En 1531, Francesco De Marchi tenta sa chance avec l'une des premières expériences de cloche de plongée, sans toutefois mieux réussir que son prédécesseur. De même pour les tentatives de 1827 et 1895, qui ne remontèrent que des pièces, mais cette fois suffisamment claires et identifiables pour localiser les deux gros navires englués dans la vase, l'un près de la rive et à faible profondeur (5 à 12 m), l'autre à 200 m du bord, au milieu du lac, à une profondeur de 15 à 20 m.

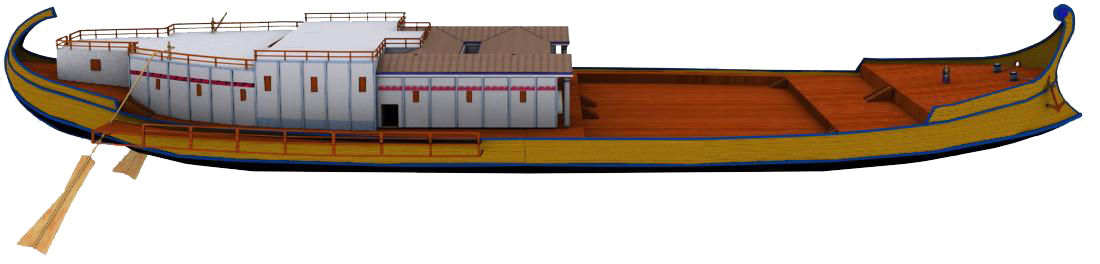
Reconstitution hypothétique du premier navire, avec les appartements de Caligula.

## Le musée aujourd'hui
Le Musée des navires romains de Nemi (it) a été construit de 1933 à 1939 par Vittorio Ballio Morpurgo (it). Après restauration, il a rouvert ses portes en 1953, pour fermer à nouveau très peu de temps après. Au terme d'une vaste restructuration, le musée a pu rouvrir, cette fois définitivement, le 15 décembre 1988. Il fut inauguré en 2000, et de nouveau réorganisé à cette occasion. Les deux navires sont aujourd'hui exposés en modèles réduits à l'échelle 1:5, ainsi que de nombreuses pièces des navires, sauvées de l'incendie ou copiées à l'identique. Le musée montre d'autres découvertes archéologiques faites dans les environs du lac de Nemi.

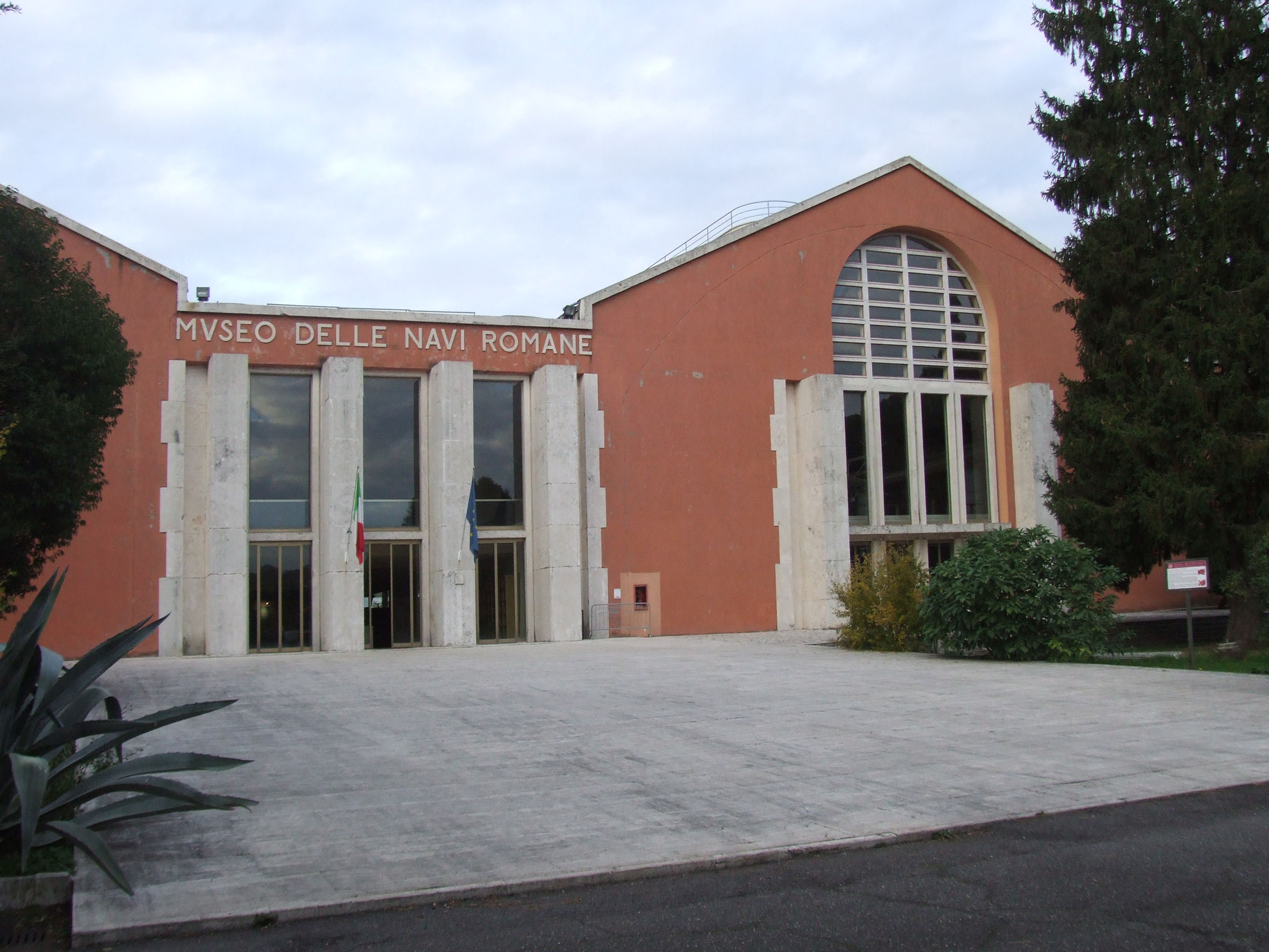
Museo delle Navi
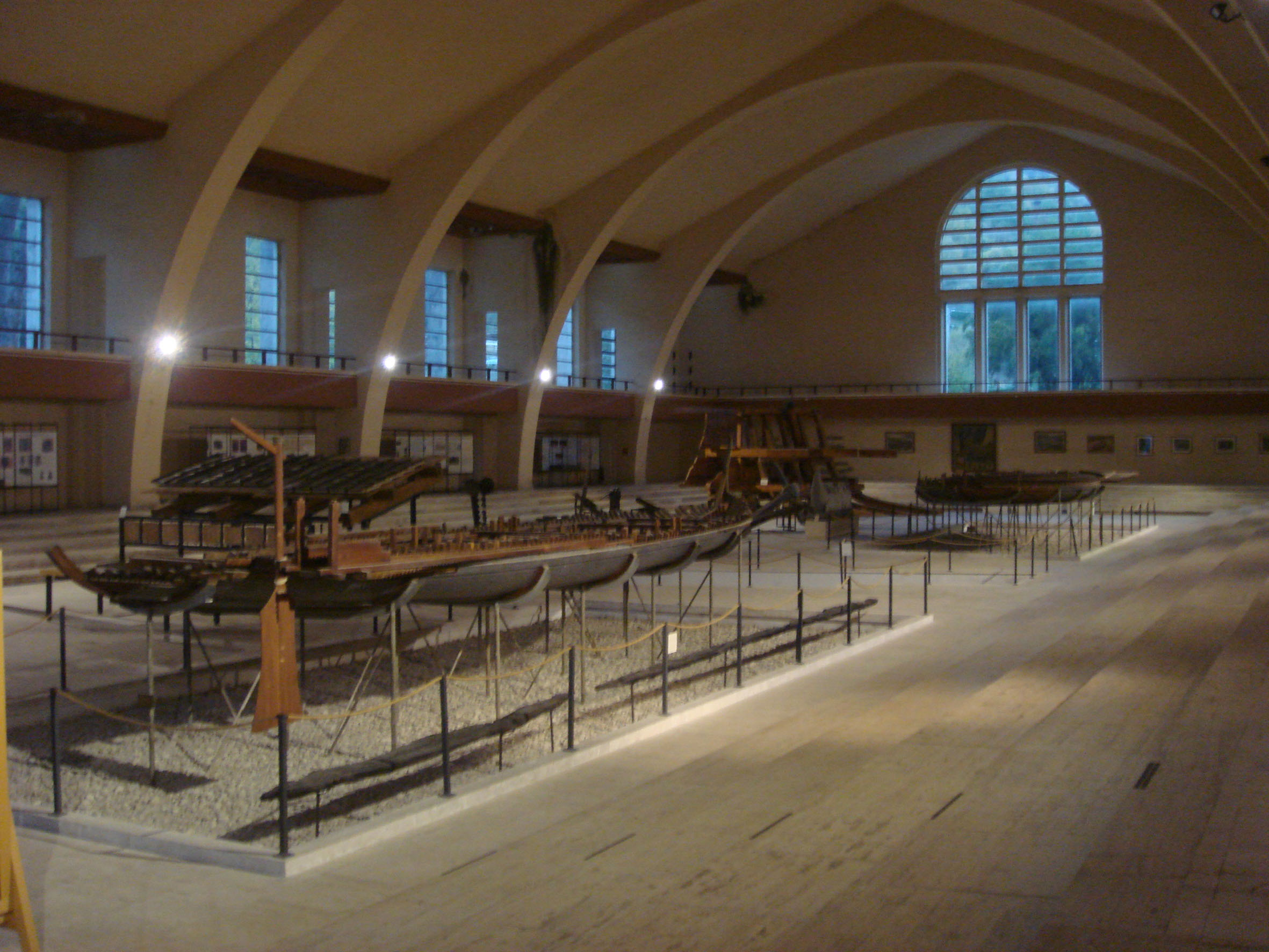
Museo delle Navi

## Objets exposés au Musée national romain
Certaines pièces d'origine des navires de Nemi sont restées dans les collections du Musée national romain, exposées dans sa section du Palais Massimo alle Terme (1er étage, salle 10).

Appliques de bronze des navires de Nemi au Musée national romain
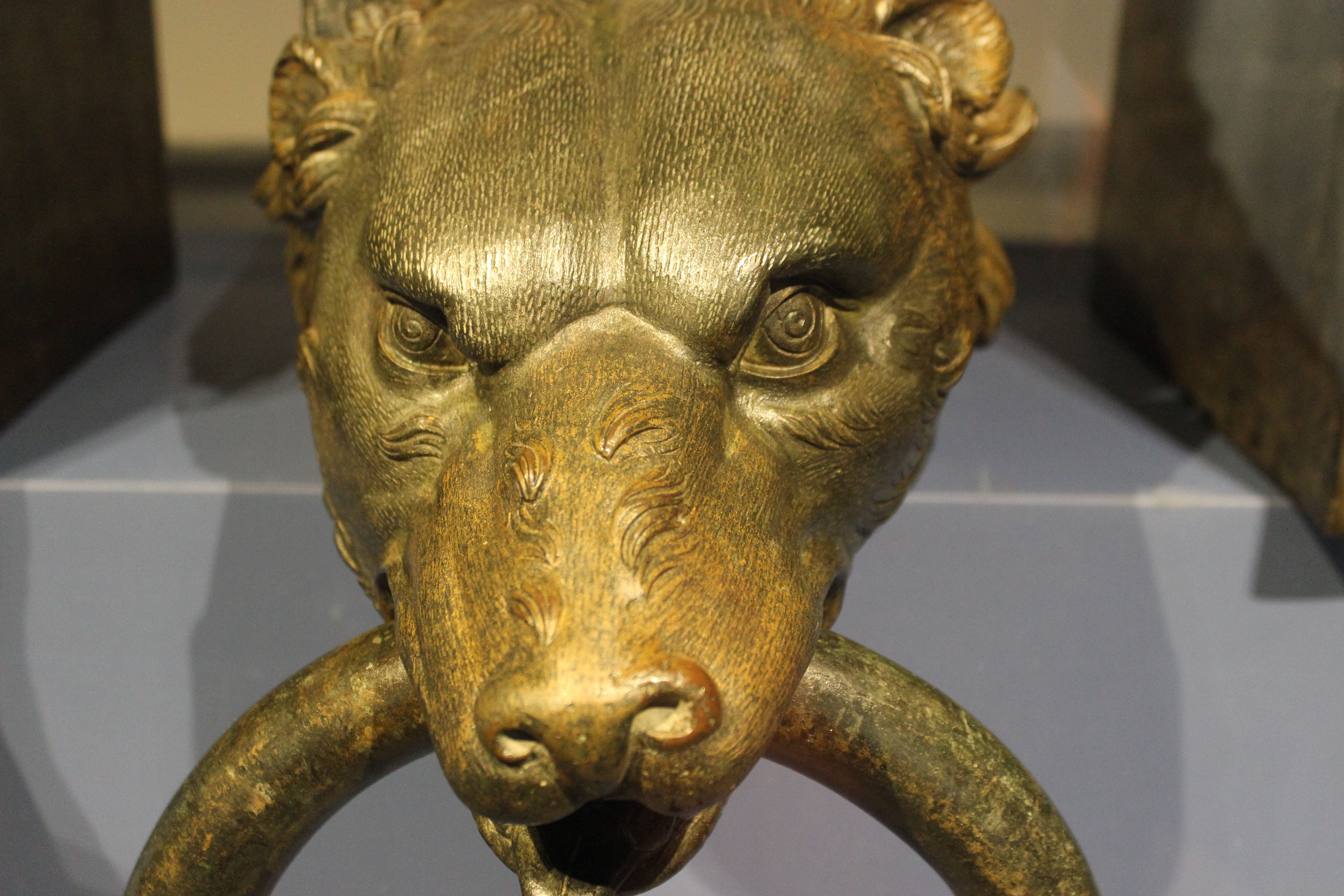
Tête de loup
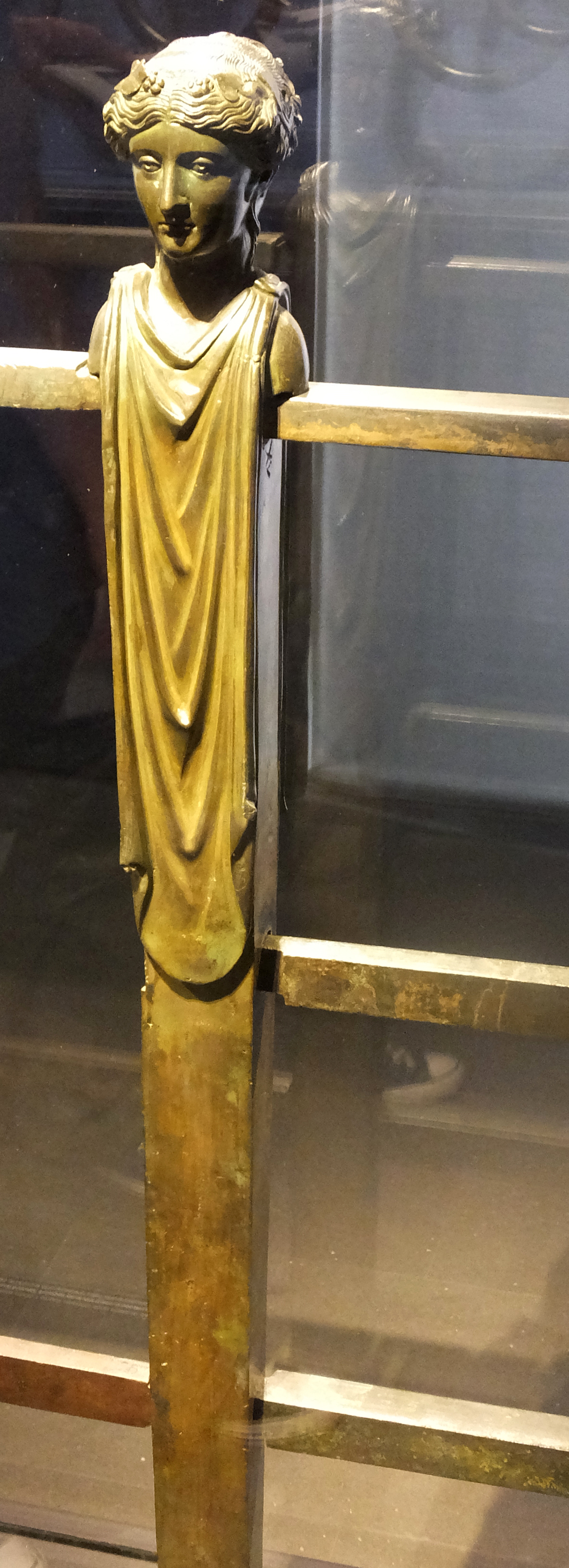
Hermès dionysiaque de la balustrade
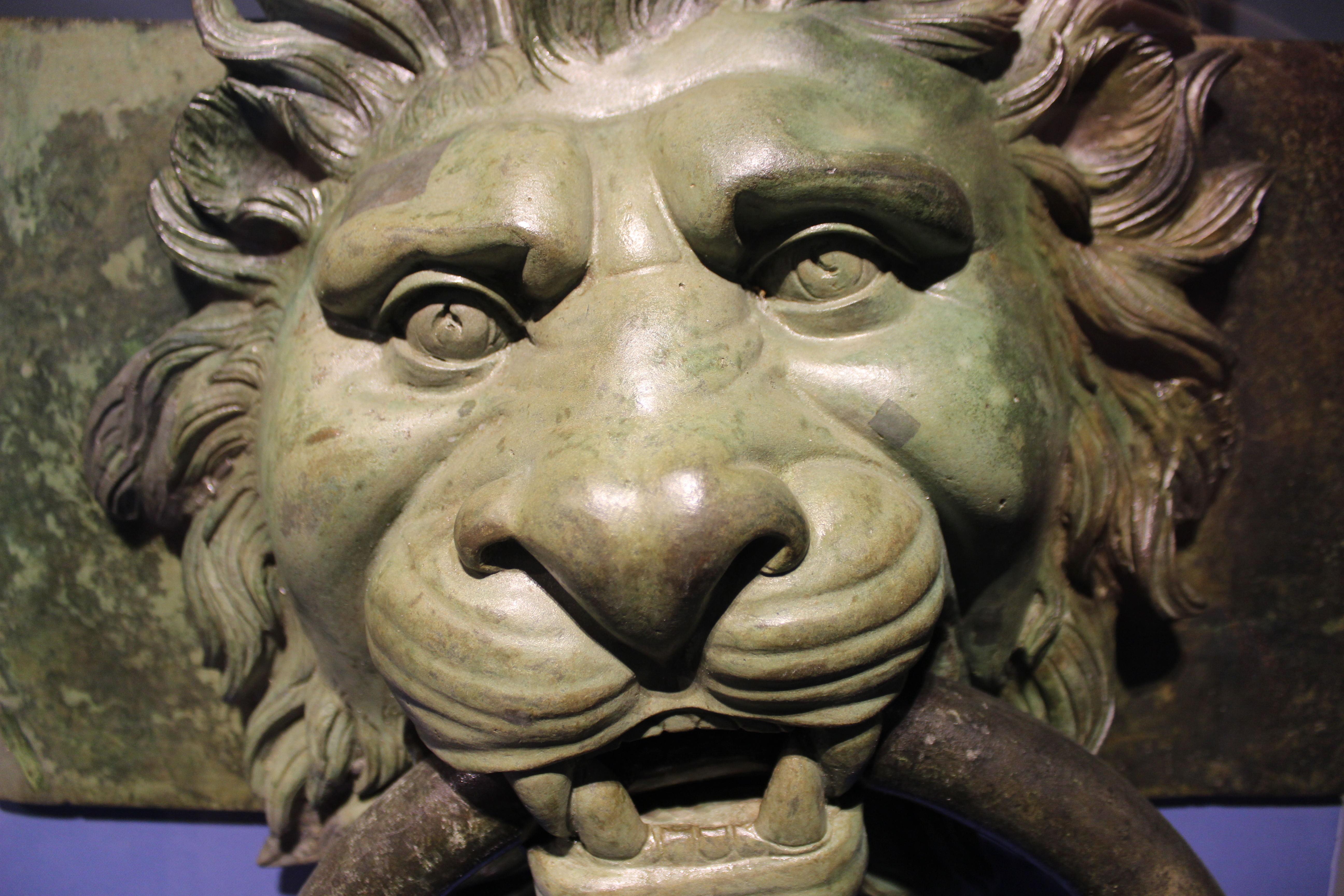
Tête de lion
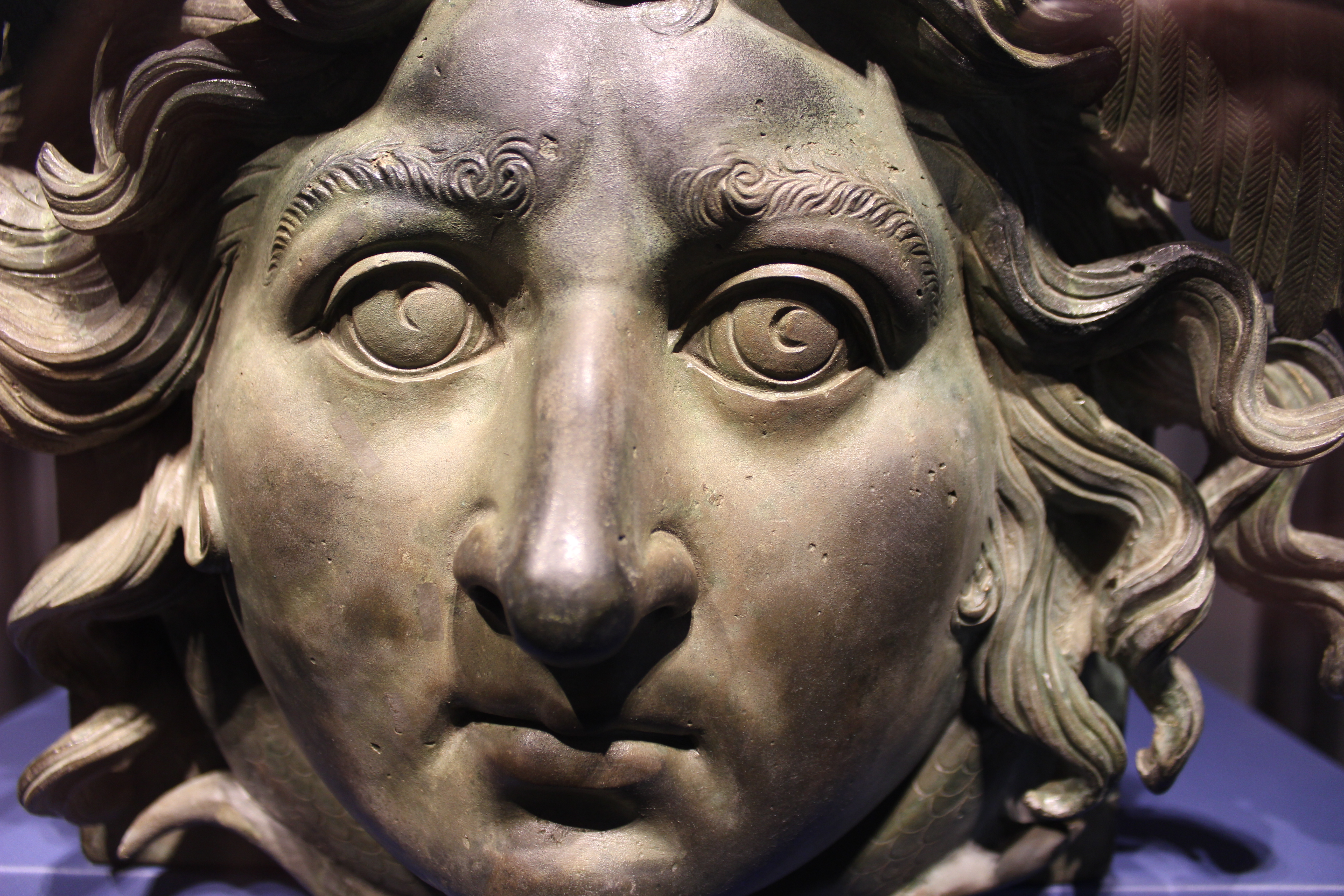
Tête de Méduse
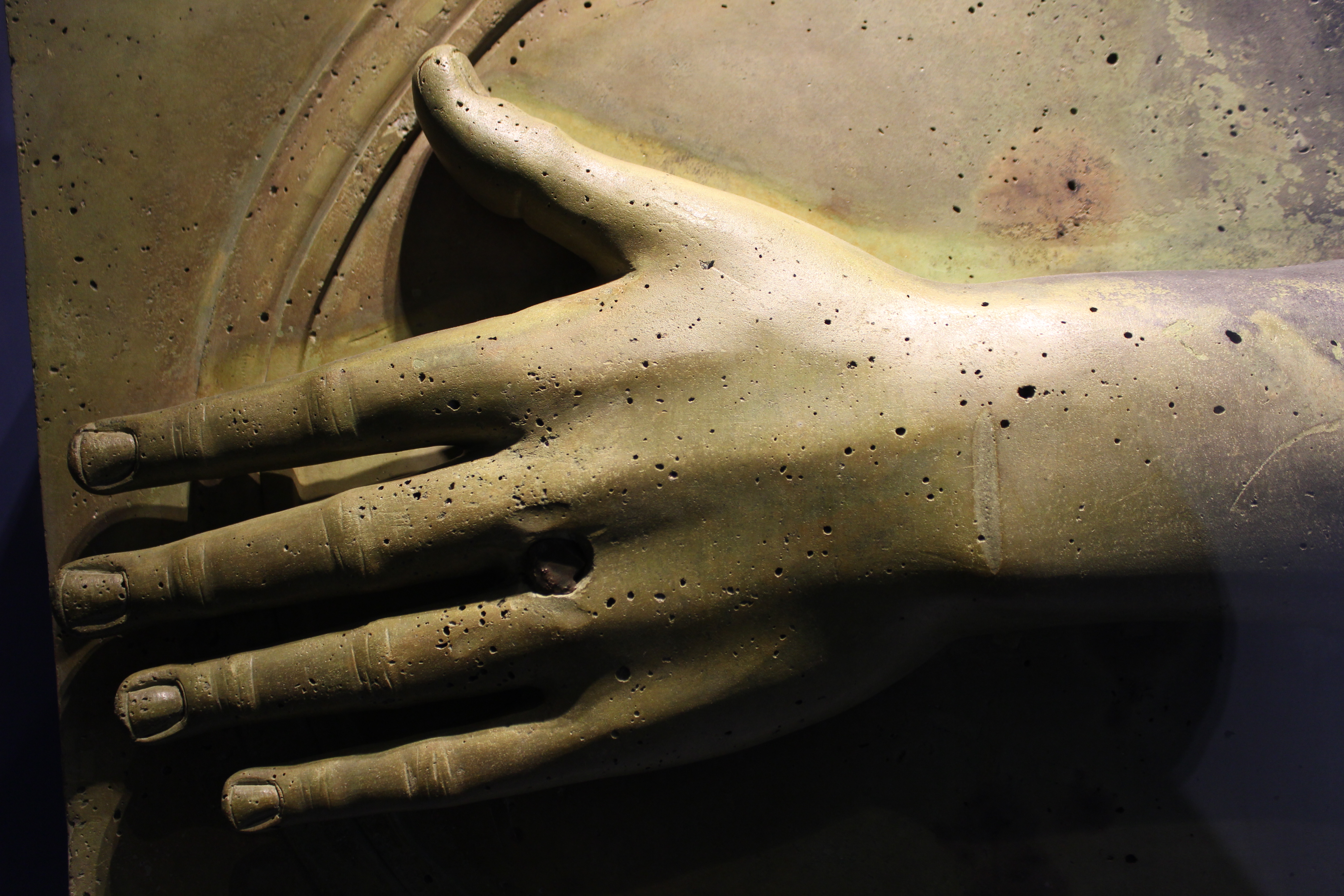
Applique en forme de main.